# Chiesa di San Lorenzo (Bobbio)
La chiesa di San Lorenzo è un edificio ecclesiastico non parrocchiale di Bobbio in provincia di Piacenza, alle dipendenze della parrocchia di San Colombano.
La facciata si apre accanto a piazza S.Fara.

## Storia
Le notizie pervenute della chiesa sono scarne, ma i primi documenti che attestano l'esistenza dell'edificio risalgono al 1144, essi attestano la consacrazione al culto sempre a san Lorenzo, ma non è possibile da essi determinare il periodo della prima fondazione.

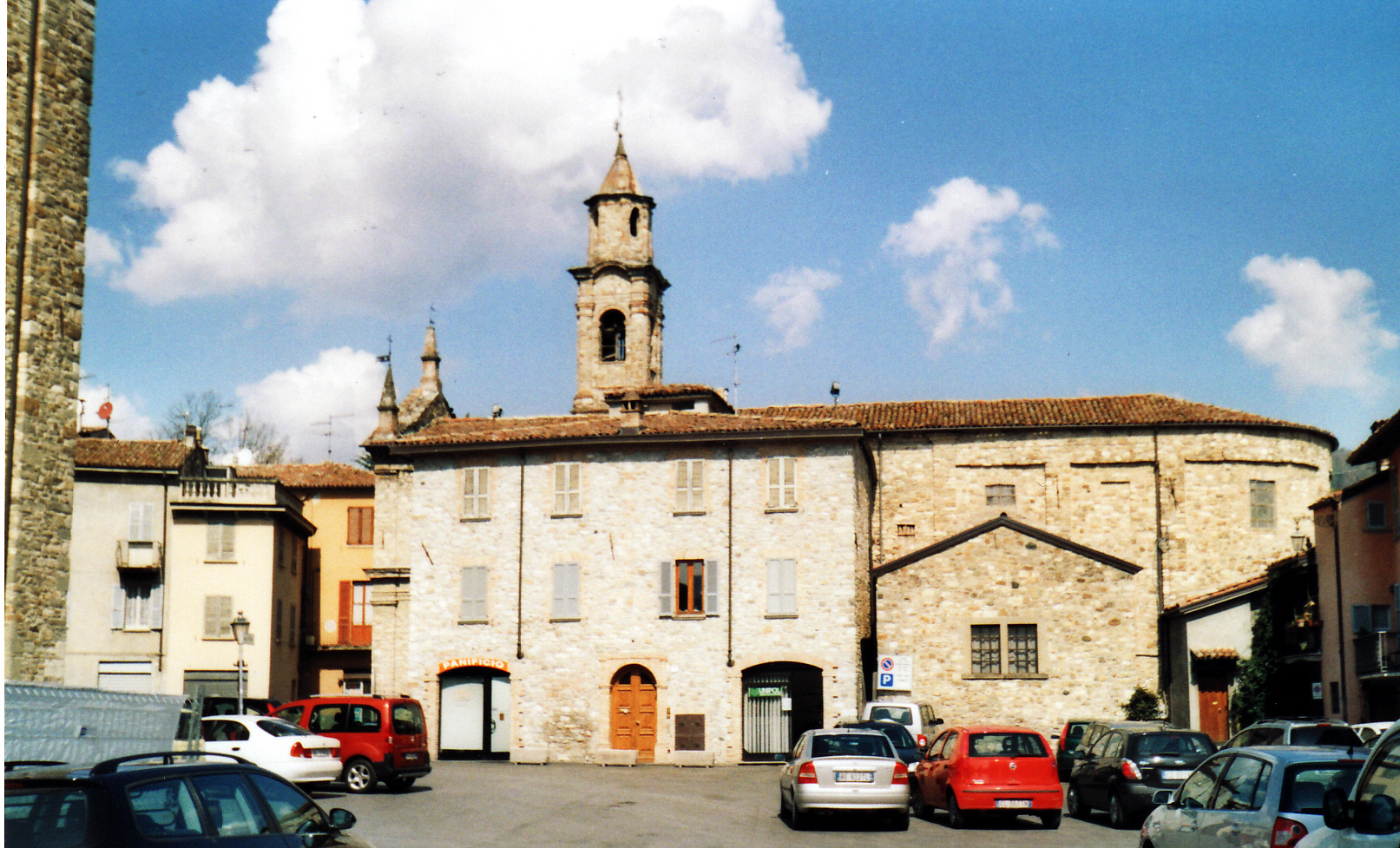
Il complesso visto da piazza Santa Fara

Alla fine del XIII secolo risulta affidata ad una confraternita  di laici detta dei Battuti (o Disciplinati) che si dedicava all'assistenza in particolare degli infermi.
Nel 1448 la comunità passò sotto la direzione del vescovo di Bobbio.
Nel 1609 l'edificio pericolante venne abbandonato, ma subito si pensò ad ampliare la piccola chiesetta riconsacrandola nel 1694.
La torre campanaria subì modifiche nel 1779, con la sua elevazione, ma rispettando le antiche strutture e disegni.
Nel 1803 sotto l'impero napoleonico la confraternita venne sciolta, come accadde per gli altri numerosi ordini religiosi cittadini, gli edifici vennero confiscati e solo successivamente l'edificio venne riadibito al culto.

## Descrizione

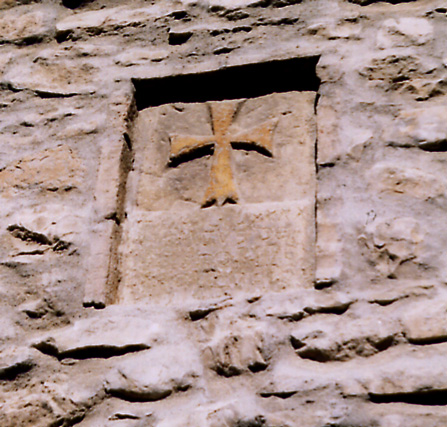
La misteriosa lapide di Segnorino

La facciata della chiesa è in stile romanico, è in pietra tripartita da lesene doriche, fu costruita sopra i resti dell'edificio anteriore al 1150.
Nella parte superiore vi sono due finestre laterali chiuse ed una centrale più grande quadrata, con una vetrata che illumina l'interno.
Il portale centrale è datato 1622, ed il campanile in stile barocco termina con una struttura sopraelevata caratteristica a forma poligonale con finestre ovali e tetto a cono.
In basso vi si possono vedere i resti della primitiva chiesa specie dal lato sinistro, ma anche sul muro esterno del lato destro, che si affaccia verso piazza S.Fara, dove è collocata l'antica lapide di Segnorino che reca una grossa croce con l'iscrizione relativa al personaggio sconosciuto, un cavaliere (forse templare) unitosi alla confraternita.

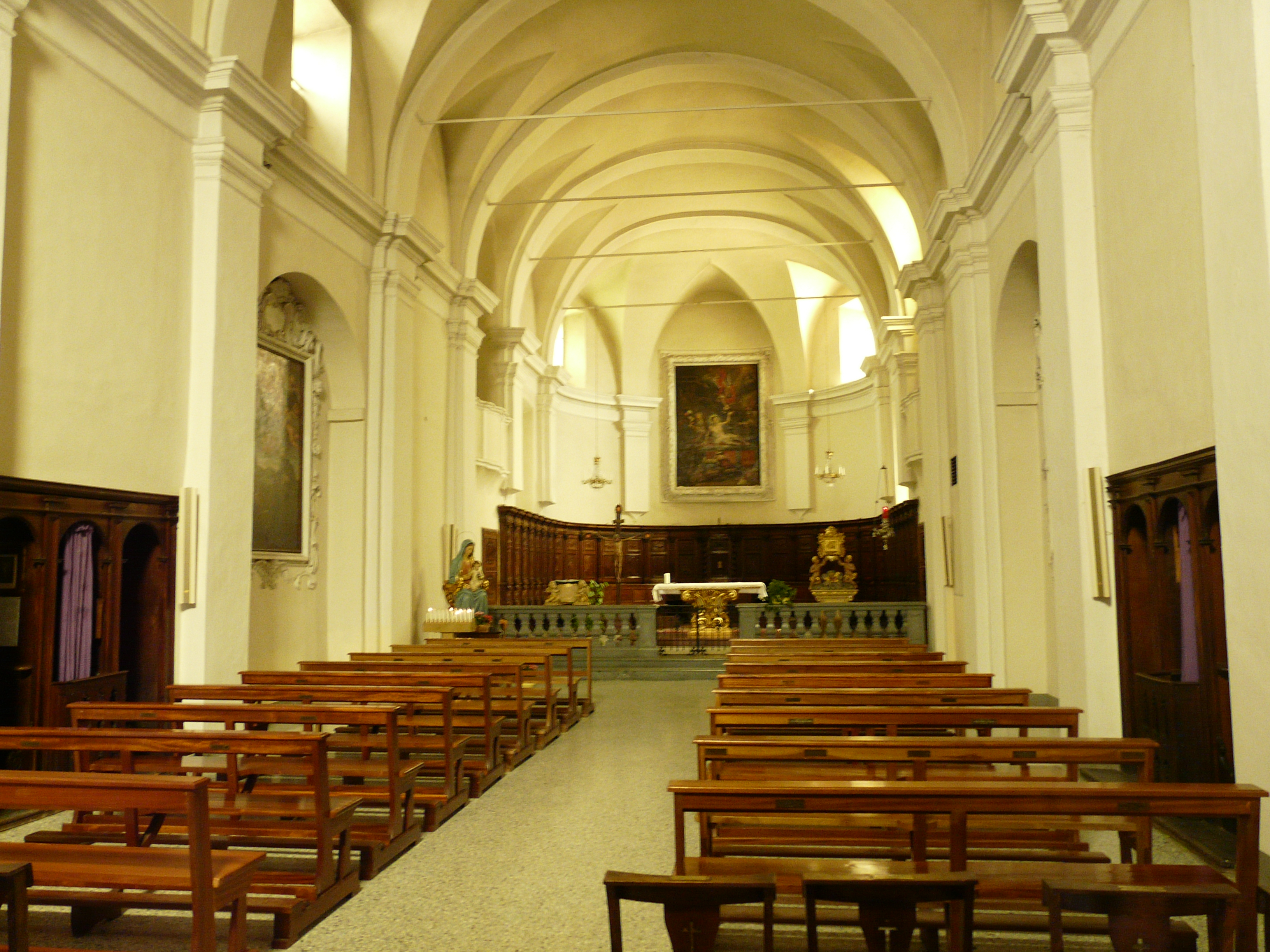
L'interno della chiesa

L'interno è a navata unica con volta a botte, l'abside è di forma semicircolare ed ospita il coro ligneo del XVII secolo, proveniente dalla chiesa del monastero di San Francesco. 
In fondo un grande quadro raffigurante il martirio di san Lorenzo.
Ai lati della navata 3 finestre illuminano l'ambiente.
Sui muri laterali sotto grandi arconi si trovano vari dipinti tra i quali: l'Apparizione del Cristo agli apostoli, La Beata Vergine con i santi, Il Cristo Bambino davanti a san Sebastiano e san Francesco.
La grande statua quattrocentesca della Madonna che è posta in chiesa, in passato fu collocata nel Museo dell'abbazia di San Colombano.
Fino alla chiusura del monastero colombaniano nel 1803 la struttura dell'edificio ecclesiastico, era parte integrante del cenobio, infatti fino al 1950 non esisteva l'attuale piazza ma vi era l'orto monastico con il pozzo ed un lungo muro divisorio che partiva dalla chiesa delle Grazie arrivava fino alla chiesa separando la parte monastica dalla cittadina, anche se dal 1448 con il passaggio al vescovo di Bobbio vi fu una modifica del muro con una separazione dal monastero.